# Tabernacolo della Madonna del corvo

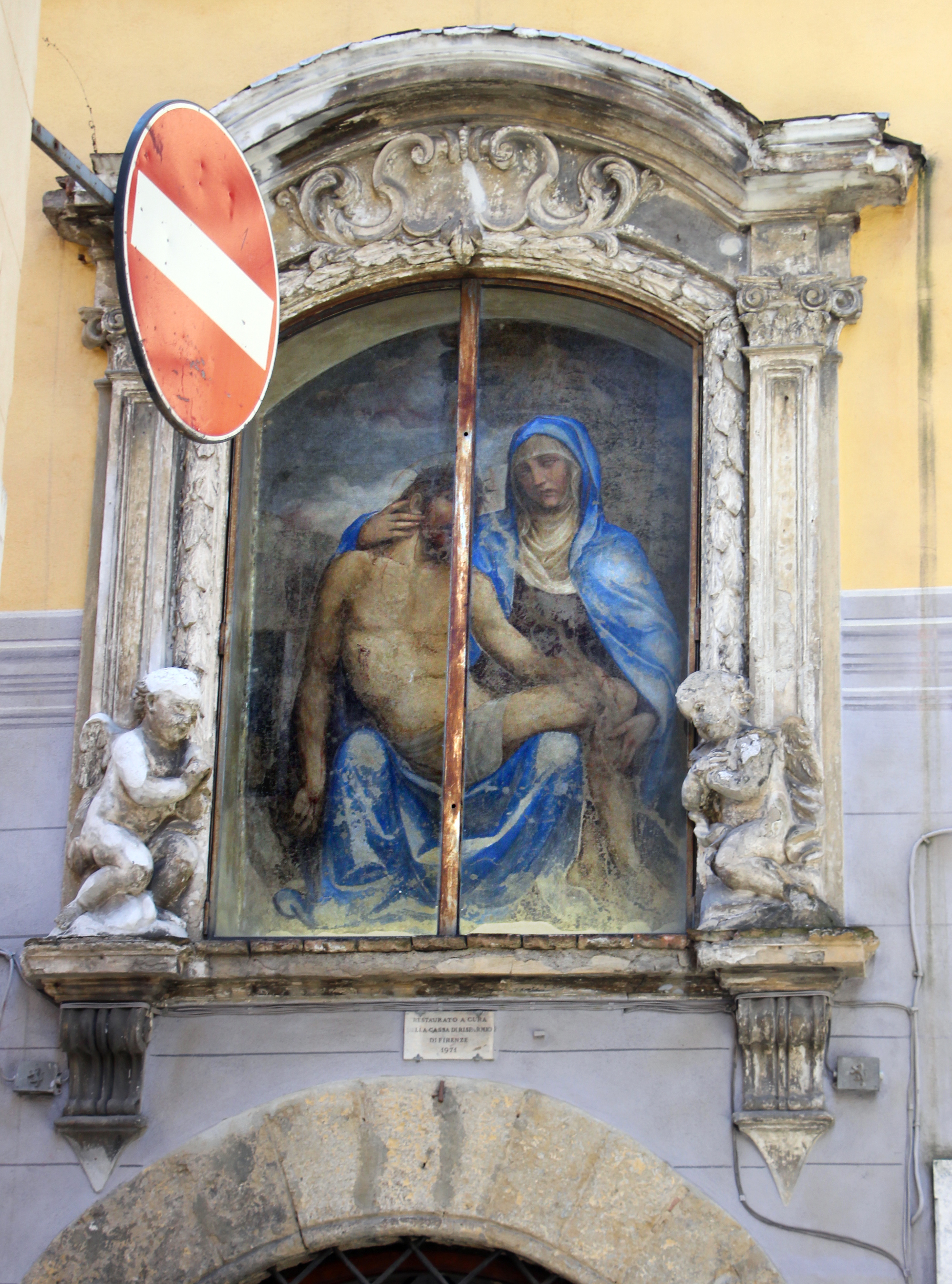
Madonna del Corvo

Con il nome di Madonna del corvo si intende un tabernacolo posto nella città di Siena lungo via di Stalloreggi, angolo via Madonna del Corvo. 
Si tratta di una Pietà dipinta dal Sodoma negli anni Venti del XVI secolo su commissione dei fratelli Antonio e Caterino di Caterino Mariscotti sulla facciata del palazzo in cui abitavano dagli inizi del secolo. Il Sodoma si ispirò alla Pietà scolpita da Michelangelo per la Basilica Vaticana ma, per motivi di spazio, verticalizzò la composizione sollevando il busto di Cristo. Movimento equilibrato dalla Madonna che con la mano sinistra (abbassata rispetto a quella della scultura) stringe la gamba di Gesù.
Il nome dell'affresco non deriva dalla favoletta secondo la quale nel punto in cui si trova sarebbe caduto un corvo che avrebbe portato a Siena l'epidemia di peste del 1348, ma da un'aquila monocipite tratta dallo stemma dei Mariscotti definita da eruditi sette-ottocenteschi "simile a un corvo".